# Mols Bjerge-stien
Mols Bjerge-stien er en afmærket vandrerute på 82 km i Nationalpark Mols Bjerge på den sydlige del af Djursland. Ruten, som slynger sig gennem istidslandskaberne mellem Kalø og Ebeltoft, er inddelt i fire dagsetaper; Kaløetapen, Bjergetapen, Ebeltoftetapen og Gåsehageetapen på hver omkring 20 km. Stiens forløb er markeret med hvide pile på grønne skilte.
Start- og slutsteder for alle fire etaper er forbundet med buslinje 123 (Aarhus - Ebeltoft). Bjergetapen, hvor man undervejs blandt andet skal op over Agri Bavnehøj og Trehøje, samt den mere flade Gåsehageetape udgør rundstrækninger.
Mols Bjerge-stien blev indviet med de tre første etaper den 24. maj i 2019, nationalparkens 10-års jubilæumsår. Stien er etableret i et samarbejde mellem Nationalpark Mols Bjerge og Naturstyrelsen Kronjylland, Syddjurs kommune samt en række private lodsejere med støtte fra Friluftsrådet.

## Kvalitetsvandrevej
Mols Bjerge-stien blev i 2019 certificeret som 'Leading Quality Trail – Best of Europe' af European Ramblers Association (ERA), en paraplyorganisation for 58 europæiske vandreforeninger med hovedkontor i Tyskland. Certificeringen gives kun til vandrestier, som blandt andet byder på stor variation i landskaber, natur, kulturelle oplevelser og udsigter, ligesom ruten skal være godt afmærket og byde på mulighed for overnatning undervejs. Endelig er det også en betingelse for at få dette kvalitetsstempel, at vandreruten er mindst 50 km lang med tre dagsetaper.
Mols Bjerge-stien blev fra starten anlagt med henblik på at kunne leve op til de internationale kriterier, som ERA har fastlagt. Gendarmstien i Sønderjylland er foreløbig den eneste anden vandrerute i Danmark, der opfylder organisationens krav til en kvalitetsvandrevej og kan bryste sig af en officiel certificering fra ERA.

## Etaperne
Mols Bjerge-stien er opdelt i fire etaper.

### Kaløetapen
Strækker sig ca. 20 km fra Kalø Slotskro ved den historiske Kalø Slotsruin til Femmøller. Undervejs passeres blandt andet Hestehave Skov med gammel troldeskov af forkrøblede bøge og Kalø Jagtslot ved Kalø Hovedgård. Nær Femmøller får man en lille forsmag på det bakkede terræn i Mols Bjerge. En betydelig del af etapen følger mark- og landeveje.

### Bjergetapen
Denne rundstrækning på 19,5 km blev som den første etape indviet allerede i 2016 og blev da blot kaldt for Mols Bjerge-stien. Bjergetapen fører en rundt til de mest kendte steder i selve Mols Bjerge, der er med i Danmarks Naturkanon. Det inkluderer blandt andet udsigtspunkterne på Agri Bavnhøj og Trehøje, samt Danmarks største runddysse, Poskær Stenhus. Ruten følger hovedsageligt mindre stier rundt i det til tider meget bakkede og varierede terræn. Ruten passerer forbi Besøgscenter Øvre Strandkær, hvor der udover et madpakkerum og toiletfaciliteter findes en udstilling over områdets natur og kultur.
Et godt start- og slutpunkt for denne etape er p-pladsen over for Femmøller Efterskole. Her er der også et busstoppested for linje 123.

### Ebeltoftetapen
Det første stykke af Ebeltoftetapen fra Femmøller op gennem de gamle plantager til Ørnbjerg Mølle går mest af mindre stier. Derefter følger den 21 km lange rute primært skovveje, blandt andet syd om Stubbe sø, Djurslands største sø. Det sidste stykke ind mod Ebeltoft følger man Gravlevstien, en tidligere jernbanestrækning. Etapen ender (eller starter) ved busstoppet Ebeltoft C, men lige inden passerer man forbi Fregatten Jylland og gennem den gamle bymidte.
Både Kalø- og Ebeltoftetapen har på nogle strækninger sammenfald med Molsruten (Aarhus - Grenå), der er en del af Fjernvandrevej E1.

### Gåsehageetapen
Mols Bjerge-stien blev i efteråret 2022 udvidet med en fjerde etape, Gåsehageetapen, som er 22 kilometer lang. Den er opkaldt efter den sydligste spids af Hasnæshalvøen - også kaldet Ebeltoft Halvø. Gåsehageetapen, der har start og slut ved busholdeplads Ebeltoft C, følger meget af vejen kysten tæt, nogle stræk helt nede på stranden. Du går dog også gennem skove og mere kuperet terræn, blandt andet op forbi udsigtspunktet Skelhøje.

## Overnatning
Udover områdets hoteller, bed & breakfasts og vandrehjem er der også mere primitive overnatningsmuligheder tæt på ruten i form af shelters og teltpladser. Nogle af disse steder skal bookes på forhånd. På Ebeltoftetapen passerer ruten for eksempel lige forbi shelterne ved Ørnbjerg Mølle.

## Galleri
- Udsigt over vinterlandskab fra Agri Bavnehøj.
- Bjergetapen går op over Trehøje.
- Poskær Stenhus.
- Troldeskov i Hestehave Skov.
- Kalø Jagtslot.
- Stubbe Sø.
- Ørnbjerg Mølle.
- Fregatten Jylland.